# シャノン・ムーア
シャノン・ムーア（Shannon Brian Moore、1979年7月27日 - ）は、アメリカ合衆国のプロレスラーである。ノースカロライナ州キャメロン出身。本名名義でWWEに所属した経歴があり、現在はTNAに所属している。

## 来歴
幼馴染のマット・ハーディーとジェフ・ハーディーが主宰するインディー団体であったOMEGA（Organization Of Modern Extreme Grappling Arts）の出身で、1995年4月8日にプロレスラーデビューを果たす。ノースカロライナ州を拠点とするインディ団体で活動。
1999年にWCWへ所属し、クルーザー級戦線のレスラーの一人として活動。2000年、シェイン・ヘルムズ、エヴァン・カレイジャスとアイドル系ヒール・ユニット、3カウント（3 Count）を結成。ヤング・ドラゴンズと抗争を展開。タンク・アボットをマネージャーにするなどして一躍人気を得た。2月にはブライアン・ノッブスとWCWハードコア王座をかけて3カウント対ノッブスの3対1でのハンディキャップマッチに勝利し王座を3人で共同保持する形になった。
2001年のWCW崩壊後はWWF（現WWE）に移籍。引き続きクルーザー級のレスラーの一人として活動。2002年のWWEのテレビ番組分割時はスマックダウンに所属、そしてハーディー・ボーイズ解散後のマット・ハーディーの子分、つまりマッティテュード信者ギミックとして、ジョバーチームを結成して行動した。2004年にマットがロウに移籍すると共にチームは解散。そしてWWEでの活動機会が減りそのまま2005年7月5日に解雇になった。
解雇後はWWEとの契約の関係で90日間は他団体に出場することはできなかったが、2005年11月16日、TNAのダーク・マッチに登場。以降TNAを主戦場に活動を開始した。パンクキャラにギミックチェンジし、TNA Xディヴィジョン王座戦線のレスラーとして活動した。しかしながら王座獲得に至る前に2006年3月17日のWWEのダーク・マッチに出場し、ECWへの復帰が決まった。ECW復帰後もパンクロッカー風のギミックは変わらず、社会のクズというニックネームが付く。WWEでデビューしたばかりのCMパンクと抗争するも敗北する。確かな技術も備え、迫力のある風貌だが、試合では勝ち星に恵まれないジョバーとなっていた。
2007年には、社会のクズというギミックを終え迫力のある風貌から普通の風貌へと変更。しかしこれといった活躍をすることができずに2008年8月にWWEにより解雇となった。
2010年1月にTNAにて登場。2月に正式に契約を交わして3月8日に復帰を果たした。以前TNAに所属した頃と同様Xディヴィジョンでの戦線で活動するが、5月よりムーアと同じパンクギミックのジェシー・ニールとインク・インク（Ink Inc）というタッグチームを結成。2011年10月にはトキシンがマネージャーとして加わりタッグ戦線で活躍し、TNA世界タッグチーム王座を争うが獲得することができずに12月にインク・インクは解散となった。タッグ解散後以降はシングルとして活動している。

## 得意技
- ハロー

コークスクリュー・セントーン
- ムーアガズム

サマーソルト・ネックブリーカー。ダイビング式とランニング式がある。

## その他
- ハーディー兄弟とは幼少からの幼馴染で親友である。
- ジョバーとして使われることが多く、くじ引きで挑戦者を決めるという企画にて「くじに書かれた名前がすべて彼である」という八百長企画が当時WWE王座保持者であったブロック・レスナー（2003年）、ジョン・レイフィールド（2004年）と二度もあった。
- タトゥーマニアとしても知られ、体中の至る箇所にタトゥーを入れている。また副業として自身のタトゥーショップを経営している。
- プロレスラー以外の活動として、ジェフ・ハーディーのバンドでドラムを担当している。

## タイトル歴
WCW
- WCWハードコア王座 : 1回

OMEGA Pro Wrestling
- OMEGAライトヘビー級王座 : 2回
- OMEGAニューフロンティア王座 : 1回

HWA
- HWAクルーザー級王座 : 2回
- HWAタッグ王座: 1回 (エヴァン・カレイジャス)

NCW
- NCWライトヘビー級王座 : 1回
- NWAワイルドサイド・タッグ王座 : 1回（＆シェーン・ヘルムズ）

SCW
- SCWライトヘビー級王座 : 1回

FCW
- FCW世界ヘビー級王座 : 1回

WSW
- WSW世界ヘビー級王座 : 1回

XICW
- XICWミッドウェスト・ヘビー級王座 : 1回